# مطار شمال شرق فيلادلفيا
مطار شمال شرق فيلادلفيا هو مطار عام يقع شمال تقاطع شارع جرانت وشارع أشتون في شمال شرق فيلادلفيا. وهو جزء من نظام مطار فيلادلفيا إلى جانب مطار فيلادلفيا الدولي وهو مطار الإغاثة للطيران العام لمطار فيلادلفيا الدولي. يعد مطار شمال شرق فيلادلفيا السادس من بين أكثر المطارات ازدحامًا في ولاية بنسلفانيا. يقدم مشغلان ثابتان للوقود وإصلاح الطائرات الرئيسية وتأجير الساحات وبيع الطائرات وتأجيرها وتعليم الطيران.